# Groovin'Coaster
Groovin'CoasterはFM NORTH WAVEで2010年4月4日から（終了時期不詳）放送されていたラジオ番組である。

## 概要
- アクティブ・トレンド・ファッション＆カルチャー・ミュージックで日曜日をナビゲートしていくプログラム。
- 11時台は「アクティブ」、12時台は「トレンド」、13時台は「ファッション＆カルチャー」、14時台は「ミュージック」と1時間ごとにテーマが分かれている。

## 放送時間
- 毎週日曜日 11:00 - 15:00

## 出演者
- カツノリ

## タイムテーブル
- 11:15 WEATHER INFORMATION
札幌、函館、旭川、帯広、釧路のきょうの天気、降水確率、予想最高気温を伝える。
担当はDJのカツノリではなく、「ISLAND BREEZE from HAWAII」のお天気コーナーを担当していたインフォメーションDJが担当。
- 11:25 LIVE&EVENT INFO
- 11:35 - 11:45 OKOME de BRUNCH （DJ：片岡香澄）
- 11:47 - 11:51 快適生活ラジオショッピング
- 13:15 - 13:25 ANA 旅 Kaoru （DJ：奥かおる）
- 13:47 - 13:51 快適生活ラジオショッピング
- 13:57 WEATHER INFORMATION
- 14:15 - 14:25 TIME MACHINE
- 14:30 ノンストップメガMIX